# 広岡久右衛門 (8代目)
8代目広岡 久右衛門（ひろおか きゅうえもん、1806年（文化3年） - 1869年（明治2年））は、大坂の豪商・加島屋久右衛門家の8代目当主。諱は正饒（まさあつ）。

## 来歴・人物
加島屋久右衛門家の5代目当主・正房の弟、加島屋次郎三郎の孫にあたる（7代目当主・正愼の実子ではない）。加島屋久右衛門家当主として、幕末期に幕府と長州藩の双方と駆け引きを繰り広げ、激動の時代を巧みに乗り切る。
1869年（明治2年）、逝去した。三男の文之助が9代目当主（久右衛門正秋）となる。

## 登場する作品
- 古川智映子 『小説 土佐堀川〜女性実業家・広岡浅子の生涯』（1988年、潮出版社） - NHK連続テレビ小説 『あさが来た』 の原案本

## 備考
- NHK連続テレビ小説 『あさが来た』では、ヒロイン・白岡あさの義父・白岡正吉を近藤正臣が演じた。ただし、現実とは異なり1877年（明治10年）まで生存していたこととなっている。

## 関連人物
- 広岡喜三郎 - 長男
- 広岡信五郎 - 次男
- 広岡浅子 - 信五郎の妻、 『あさが来た』 のヒロインのモデル
- 広岡久右衛門正秋 - 三男 （加島屋久右衛門家9代目当主、大同生命初代社長）
- 広岡なつ - 正秋の妻、加島屋作兵衛家・9代目当主である長田作兵衛政達の娘